# Grégory Coupet
Grégory Coupet (Le Puy-en-Velay; 31 de diciembre de 1972) es un exfutbolista francés, su posición era de portero.

## Selección nacional
Ha sido portero suplente con la selección de fútbol de Francia durante la Copa Mundial de Fútbol de 2006. El portero titular fue Fabien Barthez. Luego del mundial Barthez dejó la selección y Grégory Coupet pasó a ser portero titular indiscutible. Es considerado uno de los mejores porteros de Europa. El año 2007 fue escogido por los lectores de la revista francesa Onze mondial en el Onze de Onze como mejor guardameta.

### Participaciones en Copas del Mundo
| Copa              | Sede                | Resultado    | Partidos | Goles |
| ----------------- | ------------------- | ------------ | -------- | ----- |
| Copa Mundial 2002 | Corea del Sur Japón | Primera fase | 0        | 0     |
| Copa Mundial 2006 | Alemania            | Subcampeón   | 0        | 0     |

### Participaciones en Copa Confederaciones
| Copa                      | Sede                | Resultado | Partidos | Goles |
| ------------------------- | ------------------- | --------- | -------- | ----- |
| Copa Confederaciones 2001 | Corea del Sur Japón | Campeón   | 1        | -1    |
| Copa Confederaciones 2003 | Francia             | Campeón   | 2        | -2    |

### Participaciones en Eurocopas
| Copa          | Sede            | Resultado        | Partidos | Goles |
| ------------- | --------------- | ---------------- | -------- | ----- |
| Eurocopa 2004 | Portugal        | Cuartos de final | 0        | 0     |
| Eurocopa 2008 | Austria · Suiza | Primera fase     | 3        | -6    |

## Estadísticas

### Clubes
| Club | Temporada     | Div.          | Liga  | Liga  | Copas nacionales(1) | Copas nacionales(1) | Copa de la Liga(2) | Copa de la Liga(2) | Torneos internacionales(3) | Torneos internacionales(3) | Otros(4) | Otros(4) | Total | Total |
| Club | Temporada     | Div.          | Part. | Goles | Part.               | Goles               | Part.              | Goles              | Part.                      | Goles                      | Part.    | Goles    | Part. | Goles |
| --- | ------------- | ------------- | ----- | ----- | ------------------- | ------------------- | ------------------ | ------------------ | -------------------------- | -------------------------- | -------- | -------- | ----- | ----- |
| A. S. Saint-Étienne Francia | 1993-94       | 1.ª           | 4     | 0     | 0                   | 0                   | 0                  | 0                  | —                          | —                          | —        | —        | 4     | 0     |
| A. S. Saint-Étienne Francia | 1994-95       | 1.ª           | 26    | 0     | 2                   | 0                   | 1                  | 0                  | —                          | —                          | —        | —        | 29    | 0     |
| A. S. Saint-Étienne Francia | 1995-96       | 1.ª           | 36    | 0     | 4                   | 0                   | 2                  | 0                  | —                          | —                          | —        | —        | 42    | 0     |
| A. S. Saint-Étienne Francia | 1996-97       | 2.ª           | 22    | 0     | 2                   | 0                   | 2                  | 0                  | —                          | —                          | —        | —        | 26    | 0     |
| A. S. Saint-Étienne Francia | Total         | Total         | 88    | 0     | 8                   | 0                   | 5                  | 0                  | —                          | —                          | —        | —        | 101   | 0     |
| Olympique de Lyon Francia | 1996-97       | 1.ª           | 15    | 0     | 1                   | 0                   | 2                  | 0                  | —                          | —                          | —        | —        | 18    | 0     |
| Olympique de Lyon Francia | 1997-98       | 1.ª           | 31    | 0     | 6                   | 0                   | 1                  | 0                  | 11                         | 0                          | —        | —        | 49    | 0     |
| Olympique de Lyon Francia | 1998-99       | 1.ª           | 34    | 0     | 2                   | 0                   | 1                  | 0                  | 8                          | 0                          | —        | —        | 45    | 0     |
| Olympique de Lyon Francia | 1999-00       | 1.ª           | 34    | 0     | 7                   | 0                   | 3                  | 0                  | 8                          | 0                          | —        | —        | 52    | 0     |
| Olympique de Lyon Francia | 2000-01       | 1.ª           | 32    | 0     | 9                   | 0                   | 5                  | 0                  | 14                         | 0                          | —        | —        | 61    | 0     |
| Olympique de Lyon Francia | 2001-02       | 1.ª           | 34    | 0     | 4                   | 0                   | 2                  | 0                  | 10                         | 0                          | —        | —        | 50    | 0     |
| Olympique de Lyon Francia | 2002-03       | 1.ª           | 35    | 0     | 4                   | 0                   | 2                  | 0                  | 8                          | 0                          | 1        | 0        | 50    | 0     |
| Olympique de Lyon Francia | 2003-04       | 1.ª           | 35    | 0     | 4                   | 0                   | 0                  | 0                  | 9                          | 0                          | 1        | 0        | 49    | 0     |
| Olympique de Lyon Francia | 2004-05       | 1.ª           | 31    | 0     | 4                   | 0                   | 0                  | 0                  | 8                          | 0                          | 1        | 0        | 44    | 0     |
| Olympique de Lyon Francia | 2005-06       | 1.ª           | 37    | 0     | 5                   | 0                   | 0                  | 0                  | 9                          | 0                          | 1        | 0        | 52    | 0     |
| Olympique de Lyon Francia | 2006-07       | 1.ª           | 33    | 0     | 1                   | 0                   | 0                  | 0                  | 7                          | 0                          | 0        | 0        | 41    | 0     |
| Olympique de Lyon Francia | 2007-08       | 1.ª           | 19    | 0     | 8                   | 0                   | 1                  | 0                  | 2                          | 0                          | 1        | 0        | 31    | 0     |
| Olympique de Lyon Francia | Total         | Total         | 370   | 0     | 55                  | 0                   | 17                 | 0                  | 94                         | 0                          | 5        | 0        | 541   | 0     |
| Atlético de Madrid · España | 2008-09       | 1.ª           | 6     | 0     | 3                   | 0                   | —                  | —                  | 2                          | 0                          | —        | —        | 11    | 0     |
| Paris Saint-Germain F. C. Francia | 2009-10       | 1.ª           | 16    | 0     | 1                   | 0                   | 1                  | 0                  | —                          | —                          | —        | —        | 18    | 0     |
| Paris Saint-Germain F. C. Francia | 2010-11       | 1.ª           | 15    | 0     | 8                   | 0                   | 3                  | 0                  | 1                          | 0                          | 1        | 0        | 27    | 0     |
| Paris Saint-Germain F. C. Francia | Total         | Total         | 31    | 0     | 9                   | 0                   | 4                  | 0                  | 1                          | 0                          | 1        | 0        | 46    | 0     |
| Total carrera | Total carrera | Total carrera | 495   | 0     | 75                  | 0                   | 26                 | 0                  | 97                         | 0                          | 6        | 0        | 699   | 0     |
| (1) Incluye datos de la Copa de Francia y Copa del Rey. (2) Incluye datos de la Copa de la Liga de Francia. (3) Incluye datos de la Copa Intertoto de la UEFA, Copa de la UEFA, Liga de Campeones de la UEFA y Liga Europa de la UEFA. (4) Incluye datos de la Supercopa de Francia. |               |               |       |       |                     |                     |                    |                    |                            |                            |          |          |       |       |

### Selección nacional
| Selección        | Año   | Partidos | Goles |
| ---------------- | ----- | -------- | ----- |
| Absoluta Francia | 2001  | 1        | 0     |
| Absoluta Francia | 2002  | 2        | 0     |
| Absoluta Francia | 2003  | 3        | 0     |
| Absoluta Francia | 2004  | 4        | 0     |
| Absoluta Francia | 2005  | 8        | 0     |
| Absoluta Francia | 2006  | 5        | 0     |
| Absoluta Francia | 2007  | 4        | 0     |
| Absoluta Francia | 2008  | 7        | 0     |
| Total            | Total | 34       | 0     |
| Fuente:          |       |          |       |

## Palmarés

### Títulos nacionales
| Título               | Club                      | País    | Año  |
| -------------------- | ------------------------- | ------- | ---- |
| Copa de la Liga      | Olympique de Lyon         | Francia | 2001 |
| Division 1           | Olympique de Lyon         | Francia | 2002 |
| Supercopa de Francia | Olympique de Lyon         | Francia | 2002 |
| Ligue 1              | Olympique de Lyon         | Francia | 2003 |
| Supercopa de Francia | Olympique de Lyon         | Francia | 2003 |
| Ligue 1              | Olympique de Lyon         | Francia | 2004 |
| Supercopa de Francia | Olympique de Lyon         | Francia | 2004 |
| Ligue 1              | Olympique de Lyon         | Francia | 2005 |
| Supercopa de Francia | Olympique de Lyon         | Francia | 2005 |
| Ligue 1              | Olympique de Lyon         | Francia | 2006 |
| Supercopa de Francia | Olympique de Lyon         | Francia | 2006 |
| Ligue 1              | Olympique de Lyon         | Francia | 2007 |
| Supercopa de Francia | Olympique de Lyon         | Francia | 2007 |
| Ligue 1              | Olympique de Lyon         | Francia | 2008 |
| Copa de Francia      | Olympique de Lyon         | Francia | 2008 |
| Copa de Francia      | Paris Saint-Germain F. C. | Francia | 2010 |

### Títulos internacionales
| Título                    | Club                 | Sede                | Año  |
| ------------------------- | -------------------- | ------------------- | ---- |
| Copa Intertoto de la UEFA | Olympique de Lyon    | Lyon                | 1997 |
| Copa FIFA Confederaciones | Selección de Francia | Corea del Sur Japón | 2001 |
| Copa FIFA Confederaciones | Selección de Francia | Francia             | 2003 |

### Distinciones individuales
| Distinción                                 | Año                    |
| ------------------------------------------ | ---------------------- |
| Mejor portero del Torneo Toulon            | 1994                   |
| Portero del año de la Ligue 1              | 2003, 2004, 2005, 2006 |
| Equipo del año de la Ligue 1               | 2003, 2004, 2005, 2006 |
| Equipo del año de la European Sports Media | 2007                   |